# Elecciones presidenciales de Bielorrusia de 1994
Las elecciones presidenciales de Bielorrusia de 1994 se celebraron el 23 de junio, con una segunda vuelta el 10 de julio. Fueron las primeras elecciones nacionales celebradas en Bielorrusia desde la disolución de la Unión Soviética tres años atrás. El resultado fue una victoria para Aleksandr Lukashenko, que recibió el 80.6% de los votos en la segunda ronda. La participación electoral fue del 79.0% en la primera vuelta y del 70.6% en el segundo.
Fueron las primeras y, hasta el momento, únicas elecciones consideradas por la comunidad internacional como libres y justas en la historia de Bielorrusia. En los siguientes dos años, Lukashenko iría incrementando su poder hasta implantar un régimen autoritario que perdura hasta la actualidad.

## Antecedentes
El 15 de marzo de 1994 el Sóviet Supremo aprobó la Constitución de Bielorrusia, que convirtió al país en una democracia con un sistema presidencial. Hasta la ratificación de la Constitución, el presidente del Consejo Supremo, Miečysław Hryb, había gobernado efectivamente como jefe de Estado y jefe de Gobierno. El 6 de abril, la Comisión Central para Elecciones y Referendos de la República de Belarús estableció un calendario para la primera elección presidencial, en el que se describió el papel de los grupos de iniciativa local en la nominación de candidatos.

## Candidatos
Seis candidatos que fueron reconocidos por el gobierno por haber recibido el mayor número de firmas de ciudadanos bielorrusos y por haber recibido un apoyo sustancial de los miembros del grupo de iniciativa fueron elegibles para competir en la primera vuelta.
| Candidate             | Partido político                      | Cargos políticos                                                           | Apoyos | Firmas conseguidas |
| --------------------- | ------------------------------------- | -------------------------------------------------------------------------- | ------ | ------------------ |
| Viacheslav Kébich     | Independiente                         | Primer ministro de Bielorrusia                                             | 3,920  | 371,967            |
| Zianón Pazniak        | Frente Popular Bielorruso             | Presidente del Frente Popular Bielorruso                                   | 2,734  | 216,855            |
| Vasil Nóvikau         | Partido de los Comunistas Bielorrusos | Secretario del Comité Central del Partido de los Comunistas de Bielorrusia | 3,041  | 183,836            |
| Aleksandr Lukashenko  | Independiente                         | Presidente de la Comisión Anticorrupción del Sóviet Supremo                |        | 156,391            |
| Stanislav Shushkévich | Independiente                         | Expresidente del Sóviet Supremo                                            | 1,420  | 123,552            |
| Aliaksándar Dubkó     | Partido Agrario                       | Presidente de la Unión de Agrarios                                         | 2,901  | 116,693            |

## Campaña
La campaña del primer ministro Viacheslav Kébich fue apoyada por el aparato del Sóviet Supremo, pero su apoyo popular inicial disminuyó tras la excesiva cobertura de su candidatura en los medios patrocinados por el gobierno. Esta controversia, sumada al descontento generalizado con sus reformas económicas, contribuyó a su derrota en la segunda vuelta electoral.
Zianón Pazniak, jefe del Frente Popular Bielorruso, fue el más firme defensor de la economía de libre mercado entre todos los candidatos. Su apoyo a una identidad bielorrusa revitalizada centrada en la cultura y el idioma bielorrusos llevó a algunos oponentes a criticarlo por ser demasiado nacionalista.
Vasily Novikov, secretario del Comité Central del Partido de los Comunistas Bielorrusos, abogó por el retorno a la colectivización y el fin del proceso de privatización que había comenzado tras la independencia de Bielorrusia de la Unión Soviética.
El 14 de junio, Aleksandr Lukashenko publicó en el Narodnaya Gazeta, el periódico estatal dirigido por el Sóviet Supremo, su plataforma de campaña titulada "Para alejar al pueblo del abismo". Su agenda populista incluía la estabilización de precios, la independencia del Banco Nacional y programas gubernamentales de austeridad. También describió un sistema de bienestar garantizado para los ciudadanos vulnerables que estaría respaldado por impuestos progresivos. Respecto a sus posiciones en política exterior, Lukashenko expresó su deseo de mejorar la posición internacional de Bielorrusia, así como restablecer los lazos con Rusia y Ucrania.
Stanislav Shushkévich, expresidente del Sóviet Supremo, centró su campaña en su papel en la consecución de la independencia de Bielorrusia de la Unión Soviética y las reformas posteriores, a pesar de la importante oposición comunista en el Sóviet Supremo. También expresó su apoyo a una reducción del papel del Estado en la moderación de la economía. Antes de su mandato como presidente, Shushkevich también había sido un crítico abierto de la respuesta de la Unión Soviética al desastre de Chernóbil y sus efectos en Bielorrusia.
Alaksandar Dubko, presidente de la Unión de Agrarios, apoyó abiertamente la colectivización para atraer tanto a los agrarios como al campesinado.

## Conducta
Durante las elecciones, Lukashenko afirmó que había sido objeto de un intento de asesinato fallido. Esta afirmación fue cuestionada por la KGB bielorrusa a pesar de los informes policiales que detallaban un intento de embestir el vehículo de Lukashenko seguido de disparos.
Tras la primera ronda, tanto Interfax como Agence France-Presse informaron que se había lanzado una granada contra el secretario de Seguridad Nacional de Bielorrusia.

## Resultados
| Candidato                | Partido                                   | Primera vuelta | Primera vuelta | Segunda vuelta | Segunda vuelta |
| Candidato                | Partido                                   | Votos          | %              | Votos          | %              |
| ------------------------ | ----------------------------------------- | -------------- | -------------- | -------------- | -------------- |
| Aleksandr Lukashenko     | Independiente                             | 2.646.140      | 45.8           | 4.241.026      | 80.6           |
| Vyachaslau Kebich        | Independiente                             | 1.023.174      | 17.7           | 748.329        | 14.2           |
| Zianón Pazniak           | Partido del Frente Popular de Bielorrusia | 757,195        | 13.1           |                |                |
| Stanislau Shushkevich    | Independiente                             | 585.143        | 10.1           |                |                |
| Alaksandar Dubko         | Partido Agrario                           | 353.119        | 6.1            |                |                |
| Vasil Nóvikau            | Partido de los Comunistas Bielorrusos     | 253.009        | 4.4            |                |                |
| Contra todos             | Contra todos                              | 165.023        | 2.9            | 271.783        | 5.2            |
| Votos en blanco/anulados | Votos en blanco/anulados                  | 121.509        | –              | 17.193         | –              |
| Total                    | Total                                     | 5.904.312      | 100            | 5.278.331      | 100            |
| Fuente: Nohlen & Stöver  |                                           |                |                |                |                |

## Consecuencias
La victoria de Lukashenko fue una sorpresa para muchos, ya que los observadores internacionales esperaban que el primer ministro Vyacheslav Kebich ganara a pesar de los resultados extremadamente ajustados de las encuestas entre los dos candidatos. De todos modos, el resultado de las elecciones fue reconocido como legítimo por la comunidad internacional. Además, la Comisión de Seguridad y Cooperación en Europa expresó su opinión de que el mandato de Lukashenko como presidente sería un paso hacia una "democracia más pluralista y un sistema de libre mercado" en Bielorrusia.
El 20 de julio Lukashenko fue investido Presidente de Bielorrusia. En 1995, un referéndum constitucional dio a Lukashenko el poder de disolver la legislatura. En 1996, otro referéndum aumentó drásticamente sus poderes y también extendió su mandato original de cinco años hasta 2001. Como resultado, las elecciones presidenciales de 1994 se consideran las únicas elecciones libres celebradas en Bielorrusia desde que se separó de la Unión Soviética.